# Seppo Pelttari
Seppo Viljo Pelttari (ur. 24 lipca 1941 w Alatornio) – fiński polityk, policjant i prawnik, deputowany do Eduskunty, poseł do Parlamentu Europejskiego IV kadencji.

## Życiorys
Ukończył studia prawnicze, kształcił się również na kursach policyjnych. W latach 70. krótko pracował w różnych urzędach (m.in. w administracji miejskiej w Tornio). Zawodowo głównie związany z policją, pełnił funkcję naczelnika policji (nimismies) w różnych okręgach, najdłużej (od 1977 do 1996) w gminie Keminmaa.
Zaangażował się jednocześnie w działalność polityczną w ramach Partii Centrum. W latach 1983–1995 sprawował mandat posła do Eduskunty. Od 1995 do 1996 był eurodeputowanym w ramach delegacji krajowej po akcesji Finlandii do Unii Europejskiej. W PE IV kadencji pracował w Komisji ds. Transportu i Turystyki oraz Komisji ds. Kwestii Prawnych i Praw Obywatelskich. Po odejściu z parlamentu pozostał działaczem centrystów i członkiem władz tego ugrupowania, do 2001 był radnym w Tornio. W 1997 zajął się prowadzeniem własnej działalności gospodarczej w branży konsultingowej. Do 2007 wchodził w skład fińskiego trybunału stanu (Valtakunnanoikeus).